# Groupe Holder
Pour les articles homonymes, voir Holder.
 (août 2016).
Le Groupe Holder est une entreprise française du secteur de l'industrie alimentaire spécialisée dans la boulangerie et la pâtisserie. Le siège du groupe est à Marcq-en-Barœul. Le fondateur et actuel PDG du groupe est Francis Holder.
Le groupe compte aujourd'hui 5 enseignes : Château Blanc, Panapro, Paul, Panétude-Pandéco et IFH.
En 2016, le groupe est présent via ces enseignes dans plus de 45 pays à travers le monde[réf. nécessaire].

## Histoire
- 1889 : Charlemagne Mayot reprend une petite boulangerie à Croix (Nord)[5].
- 1908 : son fils Edmond Mayot reprend l’affaire familiale[5].
- 1935 : Suzanne Mayot, fille d’Edmond, épouse Julien Holder et gère une boulangerie à Lille puis rachète celle de la famille Paul (entreprise), près de la Grand Place de Lille[5].
- 1957 : leur fils Francis Holder reprend l’affaire avec sa mère et la développe[5].
- 1965 : Les Nouvelles Galeries s’installent à proximité. Le groupe Holder devient leur fournisseur[5], Francis et Françoise Holder lançant ainsi un nouveau concept[6].
- années 1960: Francis Holder propose son pain aux distributeurs : Auchan, Monoprix et aux hôtels Accor
- 1970 : Francis Holder reprend une friche industrielle à La Madeleine, créé une usine Moulin Bleu pour la grande distribution[5].
- 1972 : des boulangeries Paul fleurissent dans les galeries commerciales des principales villes de France[5].
- 1987 : le réseau compte 50 boutiques Paul[7].
- 1991 : le réseau compte 100 boutiques, installées en centre-ville ou dans les galeries commerciales en plein essor[7].
- 1991 : le groupe ferme une cinquantaine de boutiques[7].
- 1993 : le groupe rachète Ladurée, rue Royale à Paris[5].
- 1994 : David Holder se voit confier la direction de la filiale Ladurée, rachetée un an plus tôt.
- 2000 : le groupe ouvre sa première boutique à Londres[5].
- 2009 : la filiale Ladurée, rachetée un an plus tôt, pèse 51 millions d’euros de chiffre d’affaires et compte neuf boutiques, dont six à l’étranger (Londres, Berlin, Tokyo, etc)[7].
- 2009 : la moitié des 324 boutiques en France et 80 % de celles à l’étranger (97 sur 122) sont en franchise[7].
- 2014 : le groupe a fêté ses 125 ans[5].

## Activités

### Boulangerie, viennoiserie et pâtisserie
Le groupe Holder contrôle intégralement Château Blanc, Ladurée et Paul, trois acteurs du marché de la boulangerie. Château Blanc est une filiale industrielle, qui fournit des hypermarchés et des chaînes hotellières.

## Données financières
En 2018, le groupe Holder comptait 80 sociétés, dont aucune ne dépose ses comptes. Il n'est par conséquent pas possible de déterminer quelles sont ses données financières exactes. Néanmoins, en février 2021, le groupe Holder a affirmé avoir envisagé d'ouvrir le capital de Ladurée à de nouveaux investisseurs, ce qui pourrait se traduire par une publication plus régulière des comptes.

## Controverses

### Gestion des déchets
En 2019, les représentants du groupe Holder sont convoqués au ministère de la Transition écologique en raison de manquements à une loi de juillet 2016 sur la gestion des déchets dans la restauration rapide.

### Présidentielle française de 2017
À l'occasion de l'élection présidentielle française de 2017, Francis Holder déclare dans une vidéo que son entreprise soutient François Fillon, candidat du parti Les Républicains. Cette prise de position est critiquée par son fils, David Holder, ainsi que par les salariés du groupe, par l'intermédiaire de leurs représentants CFDT. Ladurée publie à cette occasion un communiqué, dans lequel elle affirme que « la Maison Ladurée respecte la liberté de penser de l’ensemble de ses collaborateurs, qu’elle soit politique ou religieuse ».

### Partenaires sociaux
Dans un reportage du journal Capital sur le groupe Holder, un ancien délégué CGT de Château Blanc, se plaint des conditions de rémunération au sein du groupe, et affirme avoir été qualifié par ses supérieurs de « fainéant de syndicaliste ».